# Bertrand Soubelet
Pour les articles homonymes, voir Soubelet.
Bertrand Soubelet, né le 20 mai 1959 à Saint-Jean-de-Luz, est un général français de la Gendarmerie nationale.
Il se fait connaître en 2013, à la suite de déclarations où il déplore les difficultés rencontrées par la gendarmerie et de la justice pour lutter contre la délinquance. Il est alors muté, puis, une fois mis à l'écart de la scène publique, perd ses fonctions.
Il est vice-président du parti Objectif France, dirigé par Rafik Smati, depuis 2017. Il est directeur de campagne de Rafik Smati qui s'est déclaré candidat à l'élection présidentielle française de 2022.

## Biographie
En 1978, il intègre l’École spéciale militaire de Saint-Cyr (promotion Général Rollet). Après une année de formation à l’École d'application de l'artillerie à Draguignan (1980-1981), il sert comme lieutenant au 11e régiment d'artillerie à Offenburg (Allemagne), puis au 68e régiment d'artillerie à La Valbonne, unité au sein de laquelle il participe à un déploiement en République centrafricaine.
En 1986, il rejoint les rangs de la Gendarmerie nationale et intègre l'École des officiers de la Gendarmerie nationale (EOGN) à Melun. En 1987, il prend la tête de l’escadron de gendarmerie mobile à Mont-de-Marsan (EGM 8/11). En 1990, il prend le commandement de la compagnie de gendarmerie départementale de Villeneuve-sur-Lot. Promu chef d’escadron, il rejoint en 1993 la Direction générale de la Gendarmerie nationale à titre de rédacteur au bureau défense-opérations.
En 1995, il intègre la 3e promotion du Collège interarmées de Défense, et rejoint en 1996 le cabinet du directeur général de la gendarmerie nationale, occupant les fonctions d’adjoint puis de chef de cabinet. 
En 1999, il prend le commandement du groupement de gendarmerie départementale du Vaucluse à Avignon.
Il assume en 2002 les fonctions de chef d’état-major de la gendarmerie de la Martinique et est promu colonel en 2003. Durant cette affectation, il est engagé comme conseiller gendarmerie du commandant de la force multinationale d’intervention en Haïti en 2004.
En 2005, il prend la responsabilité du bureau de la défense à la Direction générale de la gendarmerie nationale à Paris. En 2007, il est auditeur de la 57e session du Centre des hautes études militaires et de la 60e session de l'Institut des hautes études de défense nationale (IHEDN).
En 2008, il prend le commandement de la région de gendarmerie Midi-Pyrénées. Il est admis dans le corps des officiers généraux au grade de général de brigade le 1er mars 2009.
En 2010, il est nommé adjoint au directeur du personnel militaire de la gendarmerie nationale, puis, en novembre 2012, directeur des opérations et de l’emploi à la Direction générale de la gendarmerie nationale.
Auditionné le 18 décembre 2013 par une mission d’information « sur la lutte contre l’insécurité sur tout le territoire », mission créée par la commission des Lois de l’Assemblée nationale, il juge la lutte contre la délinquance « incohérente » et « inadaptée » depuis de nombreuses années, et met en cause la politique pénale. Cela lui vaut de se voir retirer son poste à la Direction générale de la gendarmerie nationale et d’être nommé à la tête du Commandement de la gendarmerie outre-mer (CGOM)  le 1er septembre 2014 .
Le 24 avril 2016, un mois après la parution chez Plon de son livre Tout ce qu’il ne faut pas dire, il perd son affectation à la tête du Commandement de la gendarmerie outre-mer,,.
Début 2017, Soubelet annonce sa candidature aux élections législatives de 2017 dans les Hauts-de-Seine, dans la dixième circonscription, son lieu de résidence depuis plus de vingt ans. Ayant « besoin de croire qu'une nouvelle façon de faire de la politique était en train de naître », il apporte publiquement son soutien à Emmanuel Macron,. 
Le 29 mars 2017, il décide de prendre ses distances avec le fondateur du mouvement En marche !, regrettant « les ralliements successifs tous azimuts et symboliques à bien des égards, à commencer par ceux de l'actuel gouvernement », qui « ne correspondent pas à ma conception du changement ». « Sans étiquette », il annonce qu'il se présentera, « quoi qu'il advienne, avec ou sans le soutien d'un parti »,. Il est battu au premier tour avec 6,17 % des voix, en 4e position.
En septembre 2017, Bertrand Soubelet devient vice-président du mouvement Objectif France. Il est candidat sous cette étiquette (Divers droite selon le ministère de l'Intérieur) lors des élections législatives 2022 dans la sixième circonscription des Pyrénées-Atlantiques, où il termine à la cinquième place avec 5,86% des voix.

## Prises de position

### Mission parlementaire d’information «sur les moyens de lutter contre l’insécurité» - décembre 2013
Le 18 décembre 2013, le général Soubelet est auditionné à l'Assemblée nationale par la mission parlementaire chargée de réfléchir aux moyens de lutter contre l’insécurité, présidée par le député socialiste Jean-Pierre Blazy. Comme toutes les personnes auditionnées, il prête serment de dire « la vérité, toute la vérité, rien que la vérité ». Devant les parlementaires, il souligne les difficultés rencontrées au quotidien par la gendarmerie dans sa lutte contre la délinquance : « six mille emplois supprimés, une procédure trop complexe, une justice sans moyens, des délinquants dans la nature malgré l'engagement des gendarmes et des magistrats, des coupables mieux considérés que les victimes ».
À la suite de cette audition, il s'attire les foudres de sa hiérarchie et du ministre de l'Intérieur Manuel Valls, mais a gagné la sympathie de nombreux gendarmes saluant le « général courage ». Le 30 juillet 2014, le Conseil des ministres a acté la mutation à l'outre-mer du général Soubelet, numéro trois de la gendarmerie nationale. Le lendemain, en signe de protestation, les députés UMP (Éric Ciotti, Philippe Goujon et Georges Fenech) ont démissionné  de la mission parlementaire d'information de « lutte contre l'insécurité » en indiquant que le général Soubelet  « paye sans doute la liberté de ton avec laquelle il s’était exprimé devant la mission » et le secrétaire générale de l'UDI, Jean-Christophe Lagarde, a écrit au président de l'Assemblée en dénonçant « une véritable rétrogradation » et « une mise au placard » du général,.

### Publication deTout ce qu'il ne faut pas direen mars 2016
Le général Soubelet publie Tout ce qu'il ne faut pas dire  le 24 mars 2016 et se livre à une expression publique inédite pour un haut-gradé en exercice de la gendarmerie nationale. Sa publication a lancé le débat sur la liberté d'expression des militaires et le devoir de réserve d'un fonctionnaire,,.
Le 25 avril 2016, l'ancien Premier ministre Alain Juppé déclare, concernant le général Soubelet, qu'« Un militaire, c'est comme un ministre : ça ferme sa gueule ou ça s'en va », alors qu'il s'exprime devant des étudiants de Sciences Po à Bordeaux,. Les propos de l'ancien Premier ministre ont été jugés « indignes », « méprisants » et « scandaleux » par plusieurs généraux français, dont le général Vincent Desportes qui publie une tribune en « une » du journal Le Monde,. De son côté, l'ancien président de la République Nicolas Sarkozy réagira en indiquant que « Le général Bertrand Soubelet a dit la vérité sur la montée des violences dans notre pays ».
Son ouvrage, un best-seller avec plus de 120 000 exemplaires vendus, met fin à la carrière du général.

## Filmographie
- Audition du Général Bertrand Soubelet, direction des opérations et de l'emploi de la gendarmerie nationale, Commission de la « Lutte contre l'insécurité », 18 décembre 2013, Assemblée nationale.

## Publications
- Bertrand Soubelet, Sans autorité, quelle liberté ?, Paris, Les éditions de l'observatoire, 5 avril 2017, 280 p. (ISBN 979-10-329-0021-5)
- Bertrand Soubelet, Tout ce qu'il ne faut pas dire : Insécurité, Justice : un général de gendarmerie ose la vérité, Paris, Plon, 24 mars 2016, 256 p. (ISBN 978-2-259-24909-6)
- Richard André, Bertrand Soubelet, Serge Soulet et François-Xavier de Woillemont, Le Soutien de la nation à l'action militaire, Mons-en-Montois/Paris, Éditions Le Fantascope, coll. « Chercheurs militaires », 1er novembre 2009, 98 p. (ISBN 978-2-35724-010-0)

## Distinctions
- Croix de la valeur militaire[3]
- Officier de la Légion d'honneur (2009)[27],[28]
- Chevalier de l'Ordre national du Mérite (1995)[29]
- Médaille de la Défense nationale (échelon or)
- diverses décorations à la suite d'opérations extérieures